# Bilten
Bilten is een plaats en voormalige gemeente in het Zwitserse kanton Glarus, en maakt sinds 1 januari 2011 deel uit van de gemeente Glarus Nord.
Bilten ligt aan het Linthkanaal tussen het Walenmeer en het Meer van Zürich ongeveer 50 km ten zuidoosten van Zürich. In de tweede helft van de 20e eeuw veranderde de gemeente van een boerengemeenschap tot een industrieplaats en gedurende deze relatief korte tijd verdrievoudigde zich het inwoneraantal. De Zwitserse wielrenner Urs Freuler werd geboren in Bilten.

## Geboren

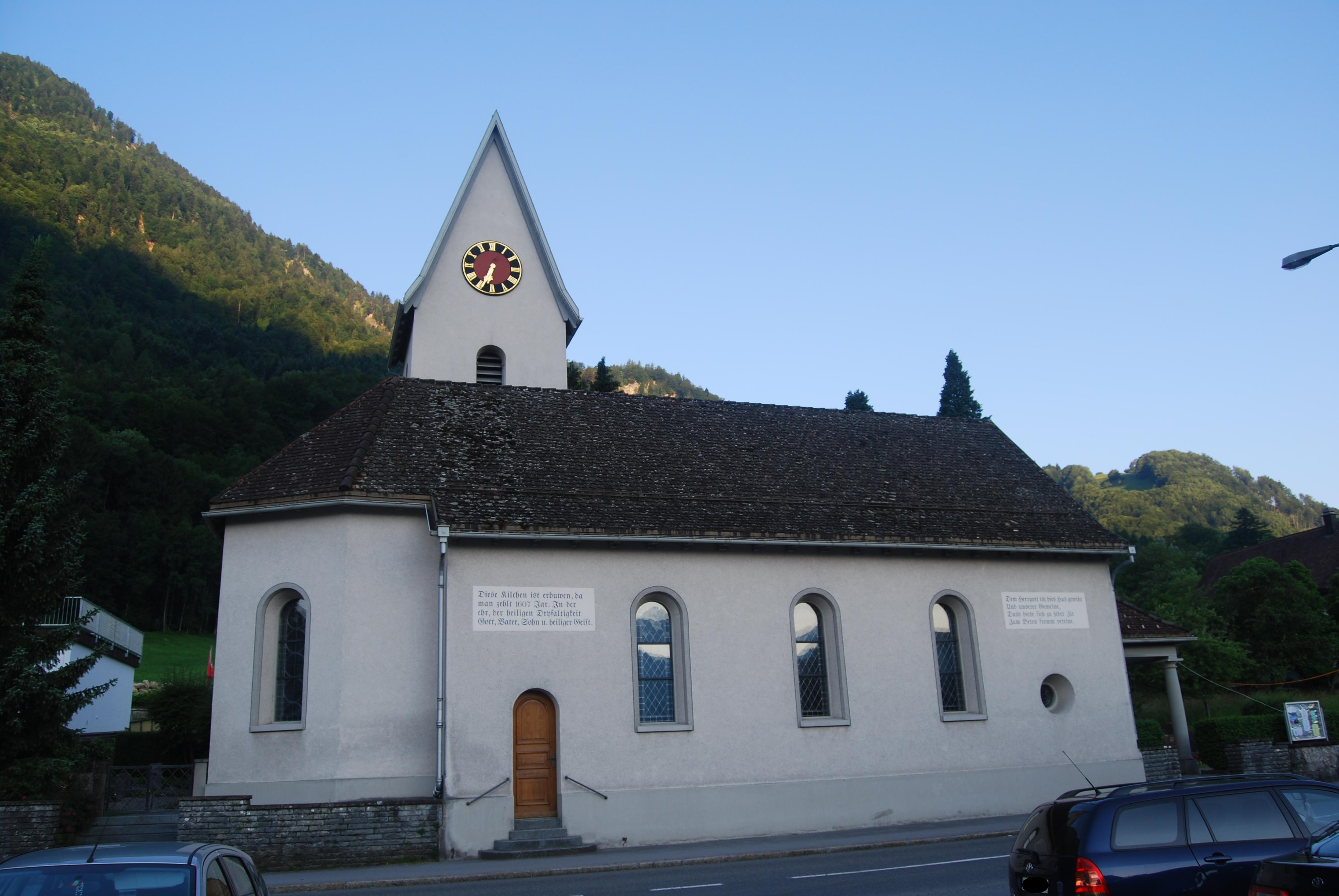

- Urs Freuler (1958), wielrenner

- Gemeinsame Normdatei: 4088325-5
- Historisch woordenboek van Zwitserland: 000759
- Virtual International Authority File: 235044057